# Agromyza liriomyzina
Agromyza liriomyzina är en tvåvingeart som beskrevs av Zlobin 1998. Agromyza liriomyzina ingår i släktet Agromyza och familjen minerarflugor.
Artens utbredningsområde är Sichuan (Kina). Inga underarter finns listade i Catalogue of Life.